# Femmina (film 1959)
Femmina (La femme et le pantin) è un film del 1959 diretto da Julien Duvivier.
La pellicola, di produzione italo-francese, è una trasposizione del romanzo La donna e il burattino di Pierre Louÿs, con protagonista Brigitte Bardot.

## Trama
Stanislas Marchand, scrittore di successo, ha trovato asilo politico in Spagna, dove vive modestamente a Siviglia con sua figlia Eva. Questa è fidanzata da lungo tempo con un giovane camionista. La sua passione è la danza e vorrebbe diventare ballerina.
Nel corso della festività della feria, Eva è corteggiata da Matteo Diaz, grande seduttore. Costui rimane ossessionato dalla ragazza e per lei si spinge a subire ogni genere di umiliazione, mentre questa si diverte a tormentarlo.
Alla fine, però, Eva abbandona i suoi atteggiamenti superbi e cede all'amore per Matteo.

## Distribuzione
Il film uscì nelle sale nel 1959, in Francia il 13 febbraio, in Italia il 4 marzo.

## Accoglienza

### Critica
(Leo Pestelli su La Stampa del 17 marzo 1959)

## Altre versioni del romanzo di  Pierre Louÿs
Il film di Duvivier fu il quinto adattamento cinematografico del romanzo di Pierre Louÿs, dopo le versioni di Reginald Barker (1920), Jacques de Baroncelli (1929), Josef von Sternberg (1935), Wali Eddine Sameh (1946), cui fece poi seguito la versione di Luis Buñuel (Quell'oscuro oggetto del desiderio nel 1977).